# ハロプロアワー
ハロプロアワーとは、2006年3月3日から11月24日まで（全20回）USENの無料パソコンテレビGyaOで放送されたハロー!プロジェクト関係のオリジナルコンテンツの一つである。

## 概要
基本的には、ハロー!プロジェクトから選ばれたMC1名を含む3名のメンバー（うち1名はBerryz工房又は℃-ute）によるトークと歌披露から構成される。また、生バンドをバックにした歌披露はごく一部の例外を除けばハロー!プロジェクトでは1999年頃までしか行われておらず、メンバーとしては貴重な映像である。
なお、第10・11回はスペシャル企画として松浦亜弥の上海でのスペシャルライブの模様を放送した。
隔週金曜日の正午から新しい回を視聴する事ができる様になっていた。各回は4週間視聴する事ができるため、それぞれの時点で最新の放送と1つ前の放送を視聴する事ができる様になっていた。
2006年11月より本番組がCS放送のシーエスGyaOで放送された（第1回は11月3日に放送）。

## 配信サービスとの連携
USENによる配信サービスOnGenを通じて、期間限定で番組で歌われた楽曲の独占的な配信サービスを行った。また、携帯電話向けにも着うた・着うたフル・着ムービーによる配信を行った。

## 各回の放送日・出演者など
| #  | 放送開始日     | MC                                                                     | ゲスト                                                                    | 歌披露 | 備考                                               |
| -- | -------------- | ---------------------------------------------------------------------- | ------------------------------------------------------------------------- | --- | -------------------------------------------------- |
| 1  | 2006年3月3日   | 安倍なつみ                                                             | 高橋愛（モーニング娘。） 村上愛（℃-ute）                                  | 「たからもの」安倍なつみ 「手を握って歩きたい」村上愛 「ふるさと」安倍なつみ・高橋愛                               |                                                    |
| 2  | 2006年3月17日  | 安倍なつみ                                                             | 里田まい（カントリー娘。） 矢島舞美（℃-ute）                              | 「たからもの」安倍なつみ 「幸せビーム!好き好きビーム!」矢島舞美 「恋がステキな季節」里田まい                       |                                                    |
| 3  | 2006年3月31日  | 安倍なつみ                                                             | 中澤裕子 梅田えりか（℃-ute）                                              | 「好きすぎて バカみたい」安倍なつみ 「オンナ、哀しい、オトナ」梅田えりか 「ウソつきあんた」中澤裕子・安倍なつみ    |                                                    |
| 4  | 2006年4月14日  | 中澤裕子                                                               | 飯田圭織 鈴木愛理（℃-ute）                                                | 「カラスの女房」中澤裕子 「ブギートレイン'03」鈴木愛理 「桜の花が咲く頃」飯田圭織                                  |                                                    |
| 5  | 2006年4月28日  | 道重さゆみ（モーニング娘。）                                           | 柴田あゆみ（メロン記念日） 中島早貴（℃-ute）                              | 「涙が止まらない放課後」道重さゆみ 「HEY!未来」中島早貴 「赤いフリージア」柴田あゆみ・道重さゆみ                   |                                                    |
| 6  | 2006年5月12日  | 道重さゆみ（モーニング娘。）                                           | 後藤真希 岡井千聖（℃-ute）                                                | 「ギャグ100回分愛してください」道重さゆみ 「好きになっちゃいけない人」岡井千聖 「涙の星」後藤真希                  |                                                    |
| 7  | 2006年5月26日  | 新垣里沙（モーニング娘。）                                             | 亀井絵里（モーニング娘。） 有原栞菜（℃-ute）                              | 「恋の花」新垣里沙 「I WISH」有原栞菜 「100回のKISS」亀井絵里                                                      |                                                    |
| 8  | 2006年6月9日   | 新垣里沙（モーニング娘。）                                             | 田中れいな（モーニング娘。） 萩原舞（℃-ute）                              | 「声」新垣里沙 「Yeah! めっちゃホリディ」萩原舞 「色っぽい女 〜SEXY BABY〜」田中れいな                             |                                                    |
| 9  | 2006年6月23日  | 松浦亜弥                                                               | 安倍なつみ 夏焼雅（Berryz工房）                                           | 「ハピネス」松浦亜弥 「ずっと 好きでいいですか」夏焼雅 「香水」松浦亜弥・安倍なつみ                                |                                                    |
| 10 | 2006年7月7日   | スペシャル企画「松浦亜弥スペシャルライブ in 上海」                     | スペシャル企画「松浦亜弥スペシャルライブ in 上海」                        | スペシャル企画「松浦亜弥スペシャルライブ in 上海」                                                                 | スペシャル企画「松浦亜弥スペシャルライブ in 上海」 |
| 11 | 2006年7月21日  | スペシャル企画「松浦亜弥スペシャルライブ in 上海」                     | スペシャル企画「松浦亜弥スペシャルライブ in 上海」                        | スペシャル企画「松浦亜弥スペシャルライブ in 上海」                                                                 | スペシャル企画「松浦亜弥スペシャルライブ in 上海」 |
| 12 | 2006年8月4日   | 後藤真希                                                               | 松浦亜弥 菅谷梨沙子（Berryz工房）                                         | 「ALL MY LOVE 〜22世紀〜」後藤真希 「初めて唇を重ねた夜」菅谷梨沙子 「Memory 青春の光」後藤真希・松浦亜弥          |                                                    |
| 13 | 2006年8月18日  | 矢口真里                                                               | カントリー娘。                                                            | 「A MEMORY OF SUMMER '98」矢口真里 「AS FOR ONE DAY」矢口真里・カントリー娘。 「新しい恋の初デート」カントリー娘。 | 「夏だ1番!カントリー娘。祭り!」                    |
| 14 | 2006年9月1日   | 矢口真里                                                               | 保田圭 清水佐紀（Berryz工房）                                             | 「ふるさと」矢口真里 「いいことある記念の瞬間」清水佐紀 「サマーナイトタウン」矢口真里・保田圭                     |                                                    |
| 15 | 2006年9月15日  | 道重さゆみ（モーニング娘。）                                           | 斉藤瞳 大谷雅恵 村田めぐみ（以上、メロン記念日） 熊井友理奈（Berryz工房） | 「恋の呪縛」道重さゆみ 「愛のバカやろう」熊井友理奈 「MI DA RA 摩天楼」斉藤瞳・大谷雅恵・村田めぐみ                |                                                    |
| 16 | 2006年9月29日  | 稲葉貴子                                                               | 矢口真里 アヤカ（ココナッツ娘。） 嗣永桃子（Berryz工房）                  | 「人知れず 胸を奏でる 夜の秋」稲葉貴子 「渡良瀬橋」嗣永桃子 「Do it! Now」稲葉貴子・矢口真里・アヤカ               | 「勝手に吹き替え劇場!」                            |
| 17 | 2006年10月13日 | 柴田あゆみ（メロン記念日）                                             | 石川梨華（美勇伝） 須藤茉麻（Berryz工房）                                 | 「シャンパンの恋」柴田あゆみ 「LOVE涙色」須藤茉麻 「BE HAPPY 恋のやじろべえ」柴田あゆみ・石川梨華                  |                                                    |
| 18 | 2006年10月27日 | 石川梨華（美勇伝）                                                     | 三好絵梨香 岡田唯（以上、美勇伝） 徳永千奈美（Berryz工房）                | 「ひとりじめ」美勇伝 「恋のテレフォン GOAL」徳永千奈美 「恋のヌケガラ」美勇伝                                      | 「美勇伝スペシャル」                               |
| 19 | 2006年11月10日 | 亀井絵里 道重さゆみ 田中れいな 久住小春（いずれもモーニング娘。）      | なし                                                                      | 「浮気なハニーパイ」 「Go Girl 〜恋のヴィクトリー〜」全員                                                          |                                                    |
| 20 | 2006年11月24日 | 嗣永桃子 菅谷梨沙子（以上、Berryz工房） 村上愛 鈴木愛理（以上、℃-ute） | なし                                                                      | なし | 「Berryz工房&℃-uteの名場面集」                     |

## DVD
- 「ハロプロアワー Vol.1」（2006年11月22日発売、Zetima） - 第1・2回放送分を収録
- 「ハロプロアワー Vol.2」（同上） - 第3・4回放送分を収録
- 「ハロプロアワー Vol.3」（2006年12月27日発売、Zetima） - 第5・6回放送分を収録
- 「ハロプロアワー Vol.4」（同上） - 第7・8回放送分を収録
- 「ハロプロアワー Vol.5」（2007年1月24日発売、Zetima） - 第9・12回放送分を収録
- 「ハロプロアワー Vol.6」（同上） - 第13・14回放送分を収録
- 「ハロプロアワー Vol.7」（2007年2月21日発売、Zetima） - 第15・16回放送分を収録
- 「ハロプロアワー Vol.8」（同上） - 第17・18回放送分を収録
- 「ハロプロアワー Vol.9」（2007年3月21日発売、Zetima） - 第19・20回放送分を収録
  - なお、これとは別に第10・11回の「松浦亜弥スペシャルライブ in 上海」は2006年10月25日にDVDが発売されている。